# Miguel Martel
Miguel Martel (Madrid, 1754 - 1835), filósofo y clérigo ilustrado.

## Biografía
Inició sus estudios en la Universidad de Salamanca en 1772; tuvo por profesores a Munárriz y a Fray Diego González. Fue el auténtico prototipo del clérigo ilustrado y liberal progresista. Profesor de la Universidad salmantina desde 1790; le acusaron de explicar el entonces subversivo derecho natural en sus clases de Filosofía Moral, en particular los Elementos de Filosofía Moral de Heinecio, por lo cual tuvo que defenderse. Firmó el Informe-plan de reforma de la enseñanza universitaria de 1814, más conocido por su redacción de 1820. Por R.O. de 16 de septiembre de 1816, fue separado de la Universidad, lo que se hizo durante cuatro años. 

### Diputado a Cortes
Tras el triunfo liberal, en junio de 1820 fue elegido diputado a Cortes por la circunscripción de Salamanca. En su ficha del Congreso de los Diputados aparece como catedrático jubilado de Filosofía Moral de la Universidad de Salamanca y Prebendado de la catedral de Salamanca.
En su filosofía se combinan elementos procedentes de dos fuentes: la Escolástica y el Sensismo de Condillac y otros ideólogos como Destutt de Tracy, cuyos Elementos de ideología tradujo su compañero y amigo Juan Justo García. Con este publicó las Homilías de Jerónimo Bautista Lanuza. En cuestiones concretas como la educación, la economía, el derecho de propiedad oprivada, la tolerancia etcétera bebe de Helvetius, John Locke y Adam Smith. Su nombre va inevitablemente unido al de Muñoz Torrero, León de Arroyal, Juan Justo García, Toribio Núñez, Ramón de Salas, Juan Meléndez Valdés y otros ilustrados y liberales asociados a la Universidad de Salamanca.
Según Cuesta Dutari, Miguel Martel murió el 15 de noviembre de 1835

## Obras
- Elementos de Filosofía Moral, Madrid: Imprenta que fue de García, 1820; reimpreso en Madrid: Yenes, 1840 y Madrid: Compañía General de Impresores y Libreros, 1843.
- Prenociones fisiológicas sobre el alma del hombre y la existencia de Dios. Para servir de introducción al estudio de la Filosofía moral, Madrid: Imprenta que fue de García, 1820.
- Sermón predicado en la solemne fiesta que la Universidad de Salamanca hizo en la Iglesia de Religiosas Recoletas de dicha ciudad Madrid: Viuda e hijo de Marin, 1798